# Scaphoideus illustris
Scaphoideus illustris är en insektsart som beskrevs av Rao och Emiliyamma 1995. Scaphoideus illustris ingår i släktet Scaphoideus och familjen dvärgstritar. Inga underarter finns listade i Catalogue of Life.